# Binningen (Zwitserland)
Binningen is een gemeente en plaats in het Zwitserse kanton Basel-Landschaft, grenzend aan Basel en maakt deel uit van het district Arlesheim.
Binningen telt circa 15.500 inwoners (2018), van wie 20% buitenlander is, en ligt op een hoogte variërend van 275 m tot 375 m. Ten oosten van de bebouwde kom ligt de heuvelrug Bruderholz.

## Bezienswaardigheden
Aan de zuidrand van Binningen, in een parkje, bevindt zich Schloss Binningen. Een kasteel met een binnenhof, oorspronkelijk uit de 13e eeuw, dat door natuurgeweld, brand en oorlogshandelingen diverse malen verwoest is geweest. In 1772 werd de gracht eromheen gedempt. Het slot was eeuwenlang in privébezit totdat de gemeente Binningen het in 1960 kocht. Thans herbergt het kasteel een restaurant en hotel.
Binningen heeft voorts op 316 m hoogte, behalve een sterrenwacht, ook een weerstation van MeteoSchweiz (Venusstrasse). Er tegenover bevindt zich een klein openluchtzwembad.
Een bekend uitzichtpunt, op 310 m hoogte, is bij het St. Margarethenkerkje met panorama op de stad Basel en het Duitse Schwarzwald. Een ander uitzichtpunt daar in de buurt, op het grondgebied van kanton Basel-Stad, is de 36 meter hoge watertoren, gelegen aan de zuidrand van de woonwijk Bruderholz. Deze toren uit 1926 ligt op 367 m hoogte en telt 115 treden (geen lift; toegang 1 CHF).

## Openbaar vervoer
Binningen is aangesloten op het lokale en regionale tramnet. Er zijn frequente verbindingen met Basel en Baselbiet.

## Geboren
- Peter Monteverdi (1934-1998), autobouwer
- Nicolas Schindelholz (1988-2022), voetballer

## Woonachtig
- Maria Aebersold (1908-1982), schrijfster en vertaalster[1]

## Overleden
- Jeanette Attiger-Suter (1938-1987), advocate, rechter en politica

## Bezienswaardigheden
- Slot Binningen
- Holeeslot
- Monteverdi Car Collection, grootste Zwitserse automuseum